# ايسبن هانسن
ايسبن هانسن (بالدنماركية: Esben Hansen)‏ (10 أغسطس 1981 في الدنمارك - ) هو لاعب كرة قدم دانمركي في مركز الوسط. شارك مع منتخب الدنمارك تحت 21 سنة لكرة القدم ومنتخب الدنمارك لكرة القدم. أما مع النوادي، فقد لعب مع نادي أودنسه ونادي راندرس ونادي كايزرسلاوترن ونادي لينغبي وNykøbing FC ‏.

## روابط خارجية
- ايسبن هانسن على موقع قاعدة بيانات كرة القدم.إي يو (الإنجليزية)
- ايسبن هانسن على موقع بيانات كرة القدم. دي إي (الألمانية)
- ايسبن هانسن على موقع ناشيونال فوتبول تيمز (الإنجليزية)
- ايسبن هانسن على موقع عالم كرة القدم.نت (الإنجليزية)